# Brașov
Brașov ([braˈʃov]; Ausspracheⓘ; deutsch Kronstadt, siebenbürgisch-sächsisch Kruunen oder Kruhnen, ungarisch Brassó) ist eine Großstadt in Rumänien mit etwa 250.000 Einwohnern. Historisch war sie eines der Zentren der Siebenbürger Sachsen und die wirtschaftlich stärkste Stadt Siebenbürgens.

## Namen
Die Stadt wurde historisch Stephanopolis, abgeleitet von altgriechisch στέφανος stéphanos, deutsch ‚Krone‘ und πόλις pólis, deutsch ‚Stadt‘, sowie Cronstadt, Corona und Krunen genannt. Laut Orbán Balázs wird der Name Corona – das lateinische Wort für „Krone“ – erstmals 1235 im Catalogus Ninivensis erwähnt, mit der Anmerkung, dass auf dem Gebiet der römisch-katholischen Diözese von Kumanien ein Klosterviertel existiert. Anderen Vermutungen zufolge leitet sich der Name von einem alten Wappen der Stadt ab. Die beiden Stadtnamen Kronstadt und Corona wurden im Mittelalter zusammen mit dem mittellateinischen Brassovia gleichzeitig verwendet.
Nach Dragoș Moldovanu stammt Brașov von dem Namen des in einer Urkunde von 1211 erwähnten Flusses Bârsa, dessen Name von eingewanderten Slawen zu „Brasov“ umgewandelt wurde. Laut Pál Binder leitet sich der ungarische Name Brassó ([ˈbrɒʃʃoː]) vom türkischen Wort „barasu“ („weißes Wasser“) ab, woran das slawische Suffix -ov gehängt wurde. Andere Linguisten schlugen Etymologien wie das altslawische Anthroponym „Brasa“ vor. Die erste beglaubigte Erwähnung dieses Namens befindet sich in einem 1252 von Béla IV. von Ungarn ausgestellten Dokument der Terra Saxonum de Barasu („Sächsisches Land von Baras“).
Von 1950 bis 1960 hieß die Stadt Orașul Stalin (Stalinstadt), benannt nach dem sowjetischen Diktator Josef Stalin.

## Geographische Lage

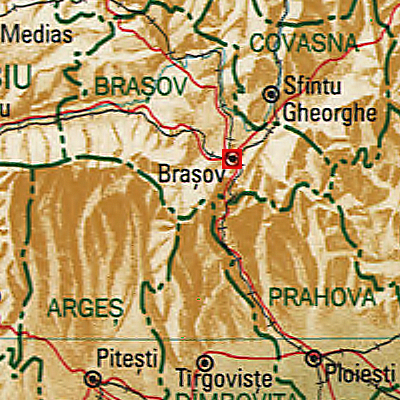
Die Lage Brașovs (rotes Quadrat) in Zentralrumänien

Die „Stadt unter der Zinne“ liegt im gleichnamigen Kreis im Burzenland im Südosten Siebenbürgens, Rumänien. Im Süden und Osten ist die Stadt von den Karpaten umgeben. Die nächstgelegenen größeren Nachbarorte sind (im Uhrzeigersinn, im Norden beginnend) Sfântu Gheorghe, Ploiești, Târgoviște, Pitești, Hermannstadt und Mediaș.

## Geschichte

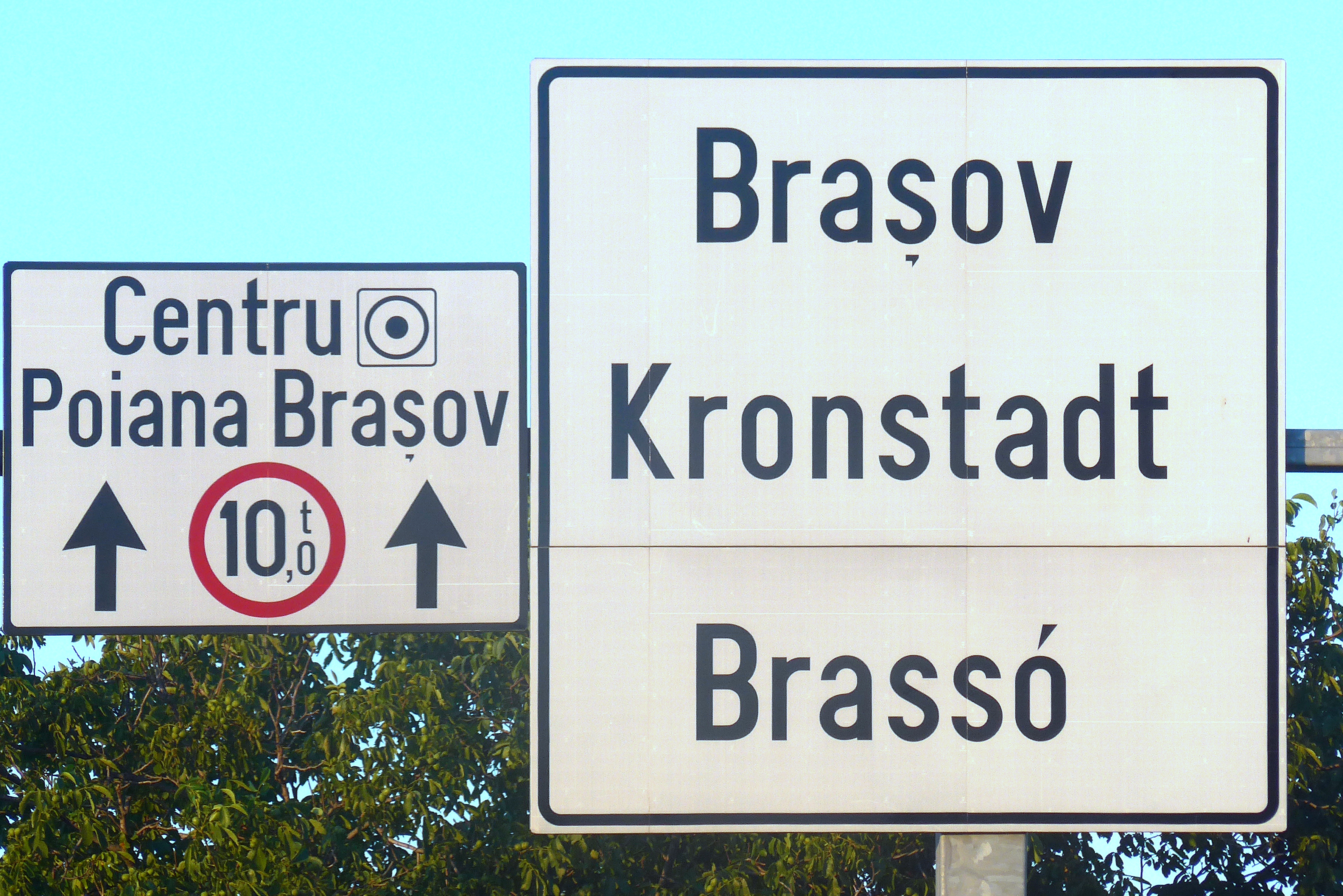
Dreisprachiges amtliches Ortseingangsschild mit dem rumänischen, deutschen und ungarischen Stadtnamen

Kronstadt wurde von den Ritterbrüdern des Deutschen Ordens im frühen 13. Jahrhundert als südöstlichste deutsche Stadt in Siebenbürgen unter dem Namen Corona gegründet (später auch Krunen genannt). 1225 mussten die Deutschordensritter ihre Komturei Kronstadt verlassen und ließen sich im Baltikum nieder (siehe auch: Deutscher Orden: Gescheiterte Staatsbildung in Siebenbürgen). Kronstadt war über Jahrhunderte neben Hermannstadt das kulturelle, geistige, religiöse und wirtschaftliche Zentrum der Siebenbürger Sachsen, die seit dem 12. Jahrhundert auf Einladung des ungarischen Königs in der Region siedelten und bis ins 19. Jahrhundert hinein die Mehrheit der Stadtbevölkerung bildeten. Im 13. Jahrhundert fielen die Mongolen und seit dem 14. Jahrhundert immer wieder Türken in die Stadt ein. Um 1500 hatte Kronstadt etwa 10.000 bis 12.000 Bewohner und war die größte Stadt Siebenbürgens, die ihren Reichtum und damit auch ihre Selbständigkeit dem Handel verdankte. Nebst den Sachsen lebten auch Ungarn, Rumänen, Roma, Armenier und Griechen hier. Die Schwarze Kirche, die gotische Stadtpfarrkirche, war die größte südöstlich von Wien. Mit vielen Schulen war die Stadt ein wichtiges Zentrum des siebenbürgisch-sächsischen Humanismus.
Ab 1523 kamen erste evangelische Schriften von Martin Luther und Philipp Melanchton in die Stadt. Der bekannteste Humanist Kronstadts war der Schulmann und spätere Kirchenreformator Johannes Honterus (1498–1549), der zuerst Philologe, Pädagoge, Geograph und Buchdrucker war. Nach seiner Ausbildung in Wien und weiteren Stationen kehrte er 1533 als Anhänger des Basler Reformators Johannes Oekolampad zurück. Er reformierte das Schulwesen, um humanistische Bildungsziele zu erreichen. Er eröffnete eine Druckerei und gab zahlreiche Schriften heraus. 1542 konnte die seit 1541 als autonomes Fürstentum unter türkischer Oberhoheit stehende Stadt und das Umland dank dem neuen Stadtrichter Johannes Fuchs (Nachfolger von Lukas Hirscher) für die Reformation gewonnen werden. 1543 gab Honterus die Bekenntnisschrift „Reformationsbüchlein für Kronstadt und das Burzenland“ heraus, worin er sich an die Reformationsordnung Nürnbergs anlehnte, das er 1529 besucht hatte. Damit galt die Reformation der Kronstädter Stadtbevölkerung als vollzogen und es folgten bald weitere Städte. Ebenfalls 1543 gründete Honterus (nach Vorbildern in Nürnberg und Basel) das die alte Lateinschule erneuernde Studium Coronense als humanistisches Gymnasium, worauf sich das spätere Honterusgymnasium gründet. 1544 wurde er Stadtpfarrer, und die Reformation lutherischer Ausprägung konnte sich weiter durchsetzen. 1550 wurde die „Kirchenordnung aller Deutschen in Siebenbürgen“ von der Universität für die deutschen sächsischen Siedlungen verbindlich erklärt. 1560 wurde andere Bekenntnisse als die lutherische Konfession verboten.
Noch bis ins 17. Jahrhundert hinein waren Stadt und Region durch ihre Lage an der Grenze zum osmanischen Machtbereich immer wieder bedroht. Kronstadt und seine Umgebung gehörten zum Königreich Ungarn, zum Fürstentum Siebenbürgen bzw. zur Habsburgermonarchie, bis sie nach dem Vertrag von Trianon von 1920 an Rumänien abgetreten werden musste.
In der Zeit von 1950 bis 1960 wurde die Stadt im Gefolge des Personenkults um Stalin in Orașul Stalin (Stalinstadt) umbenannt.
Die neue Stadtbezeichnung nahm in der DDR der Verlag Volk und Wissen in seinen Schulatlas auf (hier Ausgabe 1960), die deutsche Bezeichnung Kronstadt jedoch nicht, obwohl bei Klausenburg und Hermannstadt die deutschen Bezeichnungen mit angegeben sind.
Das Denkmal Stalins stand auf dem Platz vor dem Gebäude Bulevardul Eroilor Nr. 5.
Bereits 1987, zwei Jahre vor der Rumänischen Revolution von 1989, gehörte Brașov zu den ersten Städten Rumäniens, in denen sich Arbeiter im Aufstand von Brașov gegen die Ceaușescu-Diktatur erhoben. Von den etwa 300 inhaftierten Teilnehmern wurden 61 Männer für sechs Monate bis zu drei Jahren in unterschiedliche Städte des Landes wie Filiași, Târgoviște, Brăila oder Bârlad umgesiedelt. Auch deren Ehefrauen wurden unterschiedlichen Schikanen ausgesetzt.
1996 ernannte die Stadt etwa 50 Todesopfer der Revolution von 1989 zu Ehrenbürgern der Stadt.
2017 wurde Brașov der Ehrentitel „Reformationsstadt Europas“ durch die Gemeinschaft Evangelischer Kirchen in Europa verliehen.

## Archäologische Funde
Auf dem inzwischen teilweise abgetragenen Gesprengberg (Dealul Șprenghi), zwischen der Bartholomäuskirche und dem Stadion am Rande der Bartholomae-Vorstadt, stand im frühen Mittelalter eine Befestigung, die vermutlich im 12.–13. Jh. als Burg mit Erdwall und Graben errichtet und im 14.–15. in Stein ausgebaut und mit einem sechseckigen Turm versehen wurde.

## Bevölkerung
Um 1500 hatte Kronstadt etwa 11.000 Einwohner und war die bevölkerungsreichste, wirtschaftlich mächtigste und somit bedeutendste Stadt Siebenbürgens. Bis in der zweiten Hälfte des 19. Jahrhunderts waren die Deutschen (Siebenbürger Sachsen) die zahlreichste Volksgruppe in Kronstadt. Bei der österreichischen Volkszählung von 1850 wurden 21.782 Einwohner gezählt, davon 8.874 Deutsche (Siebenbürger Sachsen; 40,8 %), 8.727 Rumänen (40 %) und 2.939 Magyaren (13,4 %). Im Jahr 1880 lebten in Brașov 29.584 Einwohner, die etwa je zu einem Drittel Deutsche, Magyaren und Rumänen waren. Bis in die Zeit zwischen den beiden Weltkriegen weisen die Volkszählungen eine leichte zahlenmäßige Dominanz der Magyaren aus. 1941 wurde mit 16.210 die größte absolute Zahl der Deutschen registriert; wegen der stärkeren Zunahme insbesondere der rumänischen Bevölkerung betrug der Anteil der Deutschen jedoch nur noch 19 %. In den ersten Jahrzehnten nach dem Zweiten Weltkrieg lebten noch etwa 10.000 Deutsche in der Stadt. Seit den 1970er Jahren nahm ihre Zahl durch Auswanderung nach Deutschland kontinuierlich ab und liegt heute unter 2.000. Die Gesamtbevölkerung von Brașov stieg bis auf 324.000 im Jahr 1992 und ist seitdem rückläufig. Zur Volkszählung 2002 wurden noch etwa 285.000 Bewohner registriert, darunter 258.000 Rumänen, 23.200 Magyaren, 1.700 Deutsche, 800 Roma und je 100 Juden und Russen bzw. Lipowaner. Bei der Volkszählung 2011 bekannten sich von den 253.200 registrierten Menschen, 219.019 als Rumänen, 16.551 als Magyaren, 1.188 als Deutsche, 845 als Roma, je 75 als Lipowaner und Italiener, 70 als Juden, 69 Griechen, 65 als Türken und noch einige andere Ethnien.
In einer Statistik der Generaldirektion für Sozialhilfe und Kinderschutz (DGASPC) Brașov wurden laut einem Bericht von 2020 492 obdachlose Minderjährige in Brașov gezählt, und für 31 von ihnen wurde eine Sondermaßnahme eingeleitet. 2021 waren es fast 600 Straßenkinder und Mitte 2022 waren es 214, von denen 42 eine besondere Schutzmaßnahme erhielten.

## Politik

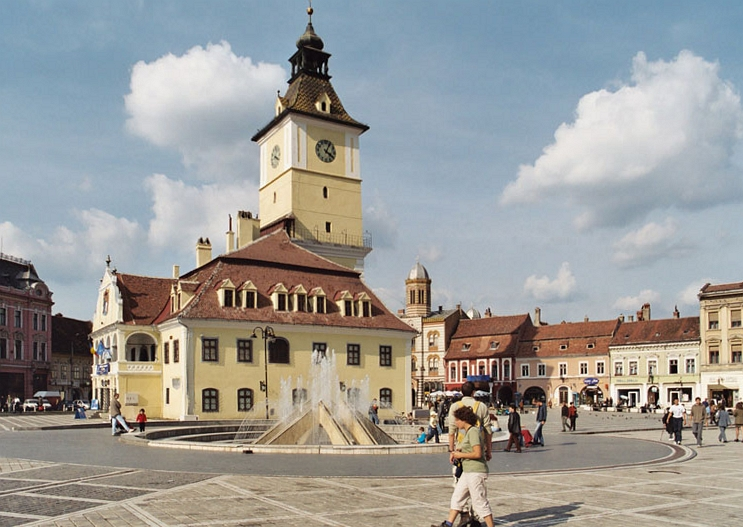
Die Piața Sfatului, der Marktplatz von Brașov im September 2003

Dem Lokalrat von Brașov gehören 27 Mitglieder an. Bürgermeister ist George Scripcaru (PNL). Politische Interessenvertretung der deutschsprachigen Minderheit ist das Demokratische Forum der Deutschen (DFDR/FDGR) im Kreis Kronstadt.

### Städtepartnerschaften
Angaben der offiziellen Homepage von Brașov:
| Stadt          | Land                    | seit       | Typ                                     |
| -------------- | ----------------------- | ---------- | --------------------------------------- |
| Bijeljina      | Bosnien und Herzegowina | 2018       | Partnerstadt                            |
| Burgas         | Bulgarien               | 2013       | Partnerstadt                            |
| Gent           | Belgien                 | 1993       | Städtefreundschaft                      |
| Győr           | Ungarn                  | 1992       | Partnerstadt                            |
| Holstebro      | Dänemark                | 2005       | Zusammenarbeit                          |
| Kastoria       | Griechenland            | 1999       | Zusammenarbeit                          |
| Kemer          | Türkei                  | 1999       | Zusammenarbeit                          |
| Leeds          | Vereinigtes Königreich  |            | Städtefreundschaft                      |
| Limassol       | Zypern                  |            | Städtefreundschaft                      |
| Linz           | Österreich              | 2012       | Partnerstadt                            |
| Minsk          | Belarus                 | 2005       | Partnerstadt                            |
| Musashino      | Japan                   | 1991       | Städtefreundschaft                      |
| Netanja        | Israel                  | 1999       | Partnerstadt                            |
| Nürnberg       | Deutschland             | 2006/ 2023 | Städtefreundschaft/ Städtepartnerschaft |
| Rischon LeZion | Israel                  | 1996       | Partnerstadt                            |
| Tampere        | Finnland                | 1981       | Partnerstadt                            |
| Tours          | Frankreich              | 1990       | Partnerstadt                            |
| Trikala        | Griechenland            | 2006       | Partnerstadt                            |

### Wappen
| Wappen der Stadt Brașov | Blasonierung: „In blauem Schild goldne Krone mit einer silbernen oder braunen Wurzel.“                                                                                   |
| Wappen der Stadt Brașov | Wappenbegründung: Der Wahlspruch lautet lateinisch „Deo vindici patriae“ ‚Gott, dem Beschützer der Vaterstadt [gewidmet], oder Für Gott, den Beschützer des Vaterlands.‘ |

## Sehenswürdigkeiten

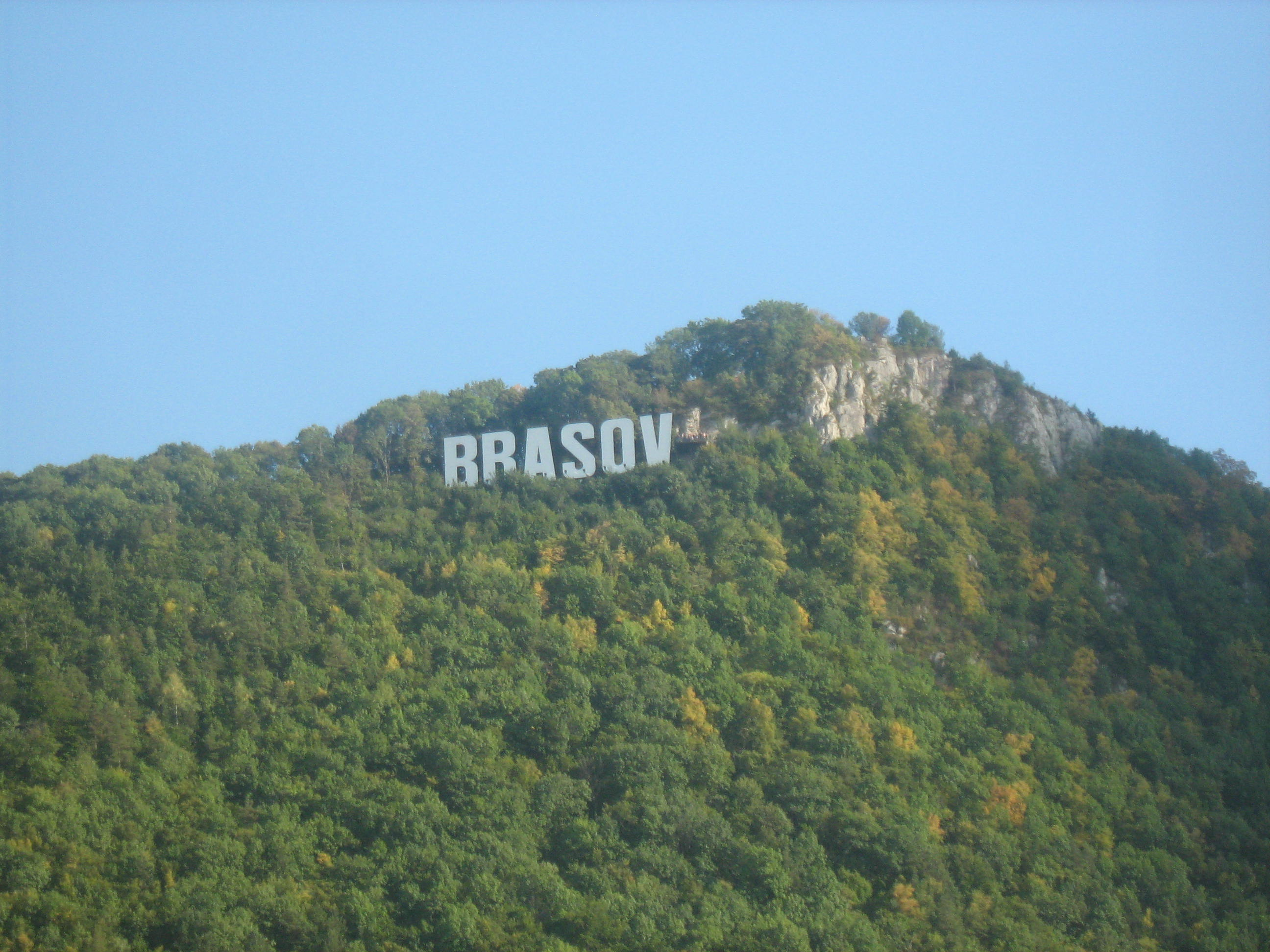
Brașov-Schriftzug über der Stadt an der Zinne (Berg Tâmpa). Der Berg wird von der deutschsprachigen Bevölkerung als Zinne oder Kapellenberg bezeichnet.

### Historische Bauwerke

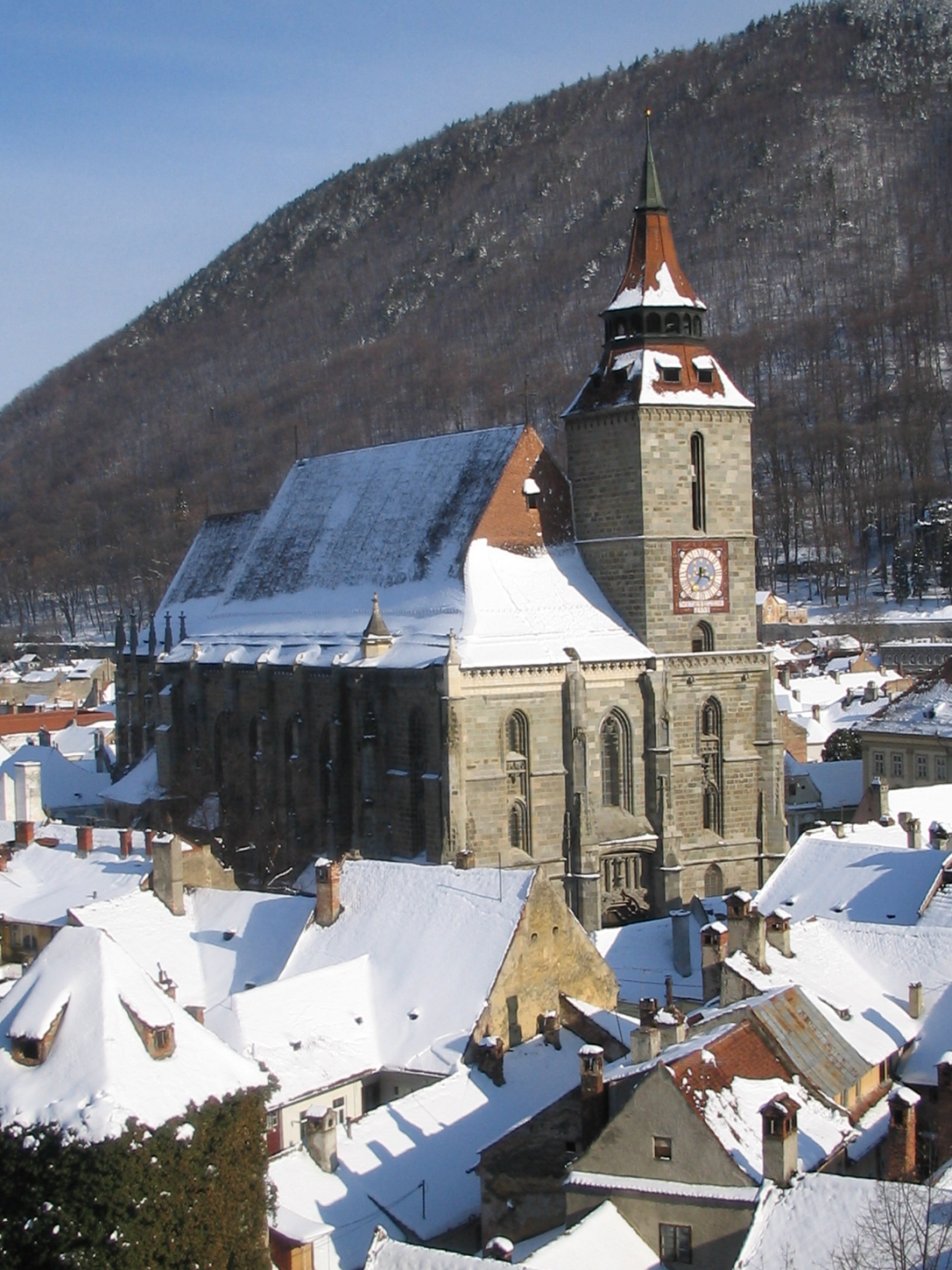
Die Schwarze Kirche im Winter

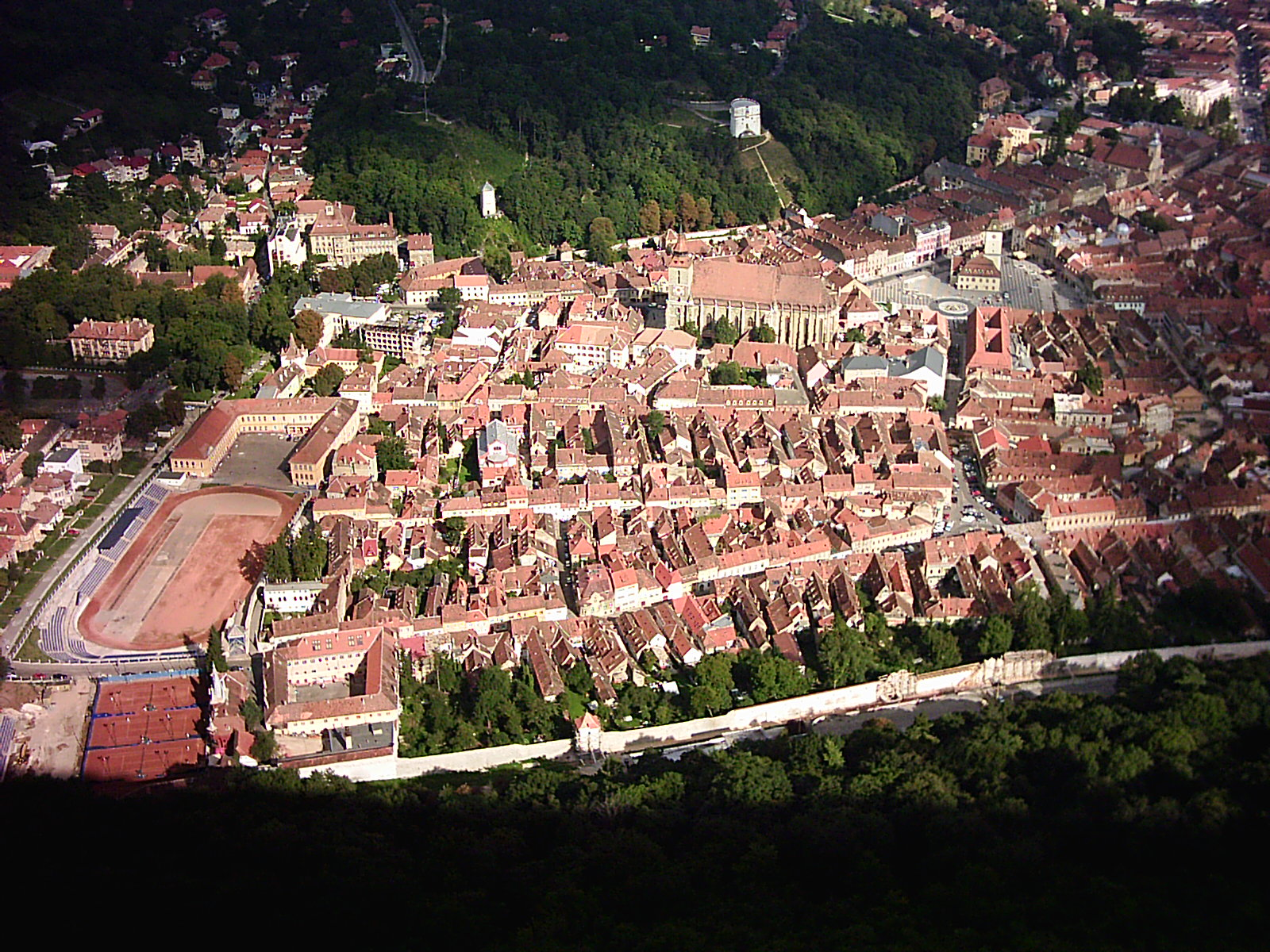
Die Altstadt, Blick von der Zinne (Berg Tâmpa)

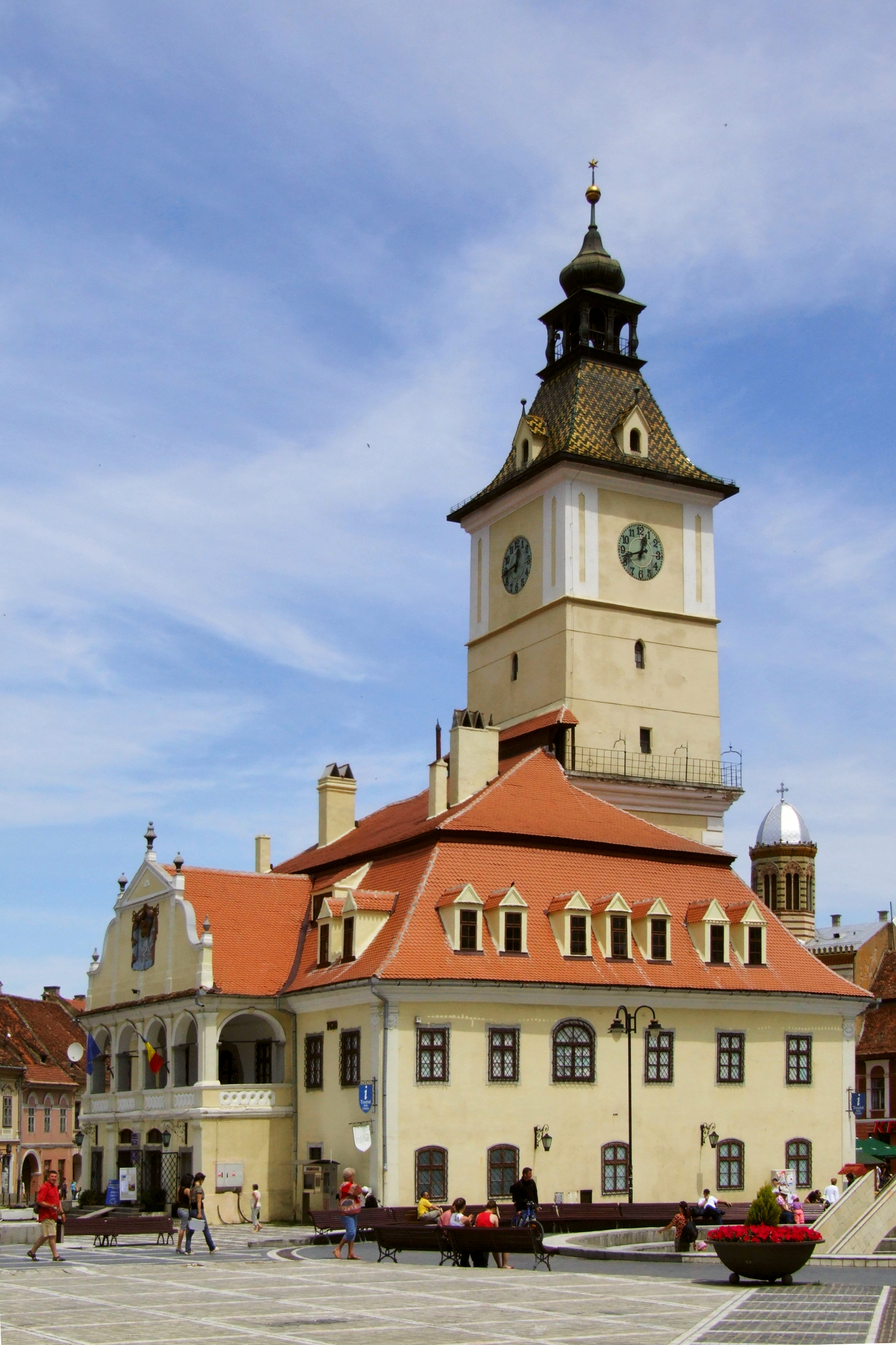
Stadtansicht von Brașov mit dem Rathausturm

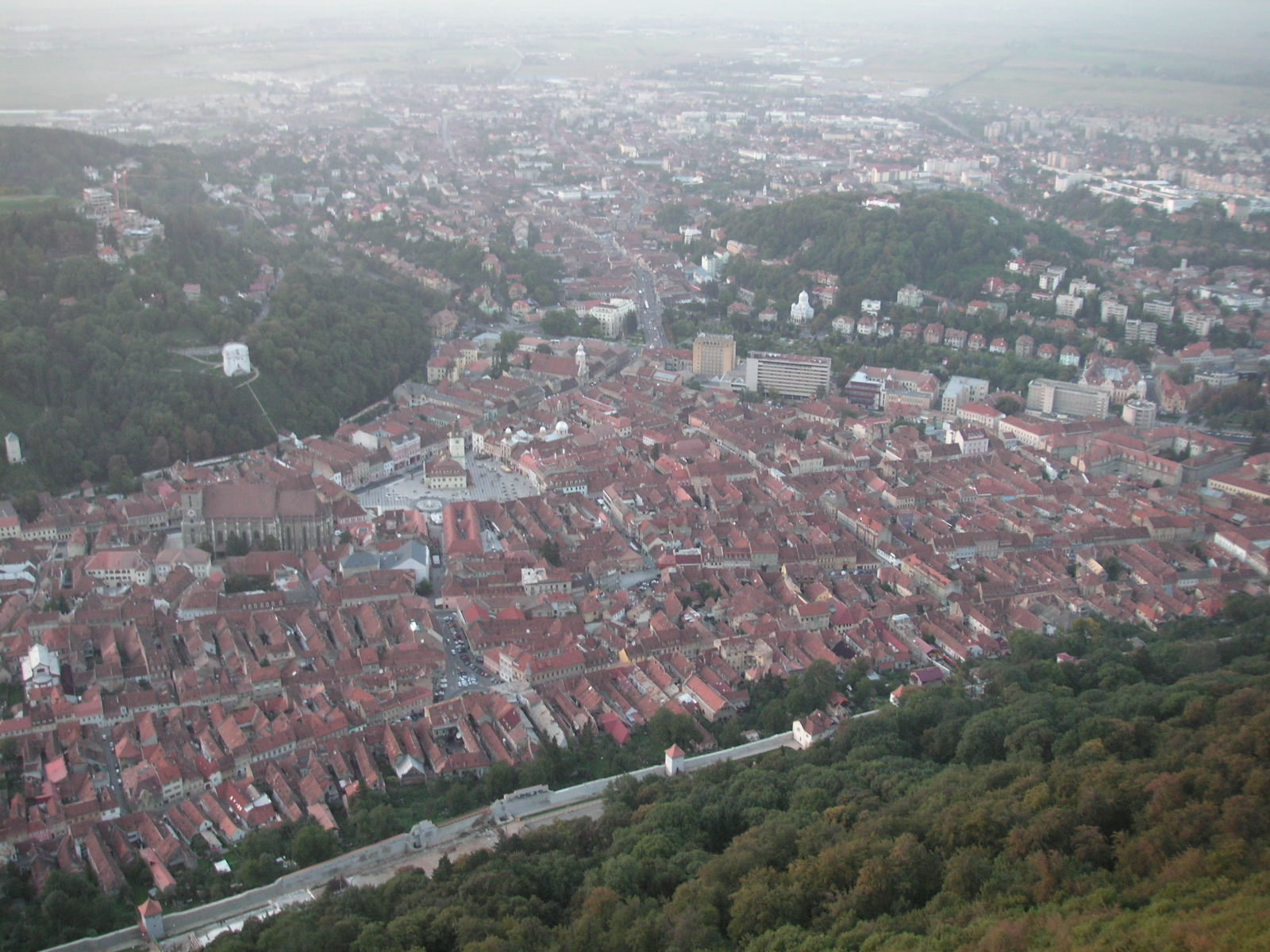
Brașov, Blick von der Zinne (Berg Tâmpa)

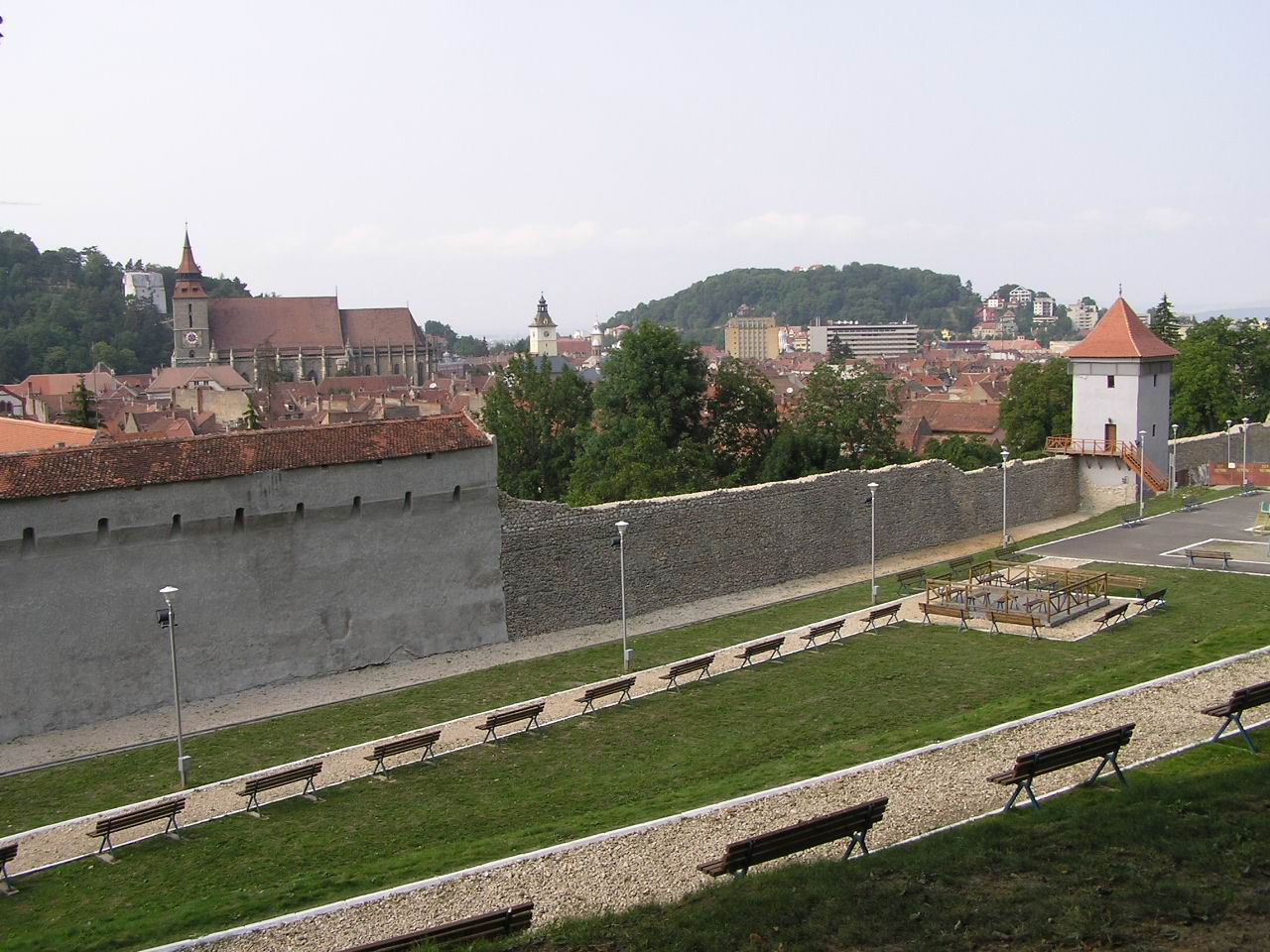
Stadtmauerpromenade am Fuß der Zinne (Berg Tâmpa)

Bedeutendes geschichtliches Bauwerk und markantes Wahrzeichen der Stadt ist die 1477 gebaute evangelische Schwarze Kirche (rumänisch Biserica Neagră) mit ihrer Buchholz-Orgel. Die ebenfalls evangelische St.-Bartholomäus-Kirche aus dem 13. Jahrhundert, offiziell Pfarrkirche St. Bartholomae, erhebt sich in der Bartholomae-Vorstadt und ist das älteste Bauwerk von Kronstadt. Weitere bedeutende, diesmal orthodoxe Sakralbauten, sind die 1858 gebaute orthodoxe Kathedrale und die St.-Nikolaus-Kirche (rumänisch Biserica Sfântul Nicolae), die 1292 errichtet und 1495 aus Stein neu gebaut wurde. Hinzu kommen zwei jüdische Gotteshäuser, die Neologe Synagoge und die Orthodoxe Synagoge.
Das Alte Rathaus am Rathausplatz gilt als weiteres markantes Zeichen der Stadt. Die historische Altstadt ist geprägt von spätmittelalterlichen Bürgerhäusern (so zum Beispiel das Hirscherhaus am Rathausplatz) und großzügigen, stilvollen Bauten des 19. Jahrhunderts.
Gut erhalten haben sich die mittelalterlichen Stadtbefestigungen, darunter das Katharinentor aus dem Jahr 1559, die Weberbastei, der Weiße Turm und der Schwarze Turm. Alle sind heute restauriert und als Museum zugänglich.
Das Museum Erste rumänische Schule (rumänisch Prima școală românească) auf dem Gelände der Nikolauskirche in der alten Vorstadt Șchei (Belgerei, Obere Vorstadt), stellt u. a. das erste Buch aus, das in rumänischer Sprache gedruckt wurde (s. -> Coresi).
Nicht weit von Brașov entfernt befindet sich die Törzburg (das Schloss Bran).

### Rundfunksender Bod
In der Nähe von Brașov bei Bod (Brenndorf) betreibt der rumänische Rundfunk den Langwellensender Bod auf der Frequenz 153 kHz mit einer Sendeleistung von 1200 Kilowatt.

## Kunst und Kultur
- Staatsoper Brașov

Die Rumänische Staatsoper Brașov gehört nach der Opera Națională București zu den führenden Opernensembles des Landes. Sie wurde erst 1953 gegründet. Aber sie setzt eine lange musikalische Tradition fort, denn schon 1794 wurde eine opera-buffa-Truppe in Brașov nachgewiesen. Cristian Mihăilescu, Regisseur und ehemals Solist der Opera Națională București, leitet die Staatsoper. Er wurde 1998 zur Musikerpersönlichkeit des Jahres gewählt.
- Schauspielhaus
- Philharmonisches Orchester
- Deutsches Kulturzentrum Kronstadt

## Wirtschaft
Nach dem Zweiten Weltkrieg ging der Traktorenhersteller Uzina Tractorul Brașov aus dem seit 1925 bestehenden Flugzeugwerk Întreprinderea Aeronautică Română hervor. 2007 wurde das Unternehmen liquidiert.
Im Jahr 1921 wurde das ROMLOC-Werk als Schienenfahrzeughersteller gegründet, im Zweiten Weltkrieg wurden dort Waffen und Munition hergestellt. Nach verschiedenen Umbenennungen wurden ab 1954 Lastwagen produziert, zunächst Kopien von sowjetischen Fahrzeugen. 1969 wurde eine Lizenz zur Produktion von MAN-Fahrzeugen erworben. Später wurde die Fabrik in ROMAN umbenannt.
Seit Ende 1999 stellt die Firma Autoliv aus Schweden Airbags für BMW und ab 2005 auch Sicherheitsgurte her. Danach folgte ein Werk für Gasgeneratoren für Airbags. Neben der Kfz-Industrie ist der Maschinenbau der wichtigste Wirtschaftszweig der Stadt. Dazu zählt auch die Schaeffler-Gruppe, die ein großes Produktionswerk in Brașov aufgebaut hat. Im Jahr 2007 eröffnete die österreichische JAF-Gruppe hier das Säge- und Furnierwerk J.F.Furnir (2023 als Filiale der Fa. Holver SRL). Seit 2014 unterhält die Firma Varta Microbattery ein Werk für Mikrobatterien in Brașov.
In Brașov existiert außerdem die Universität Transilvania Brașov sowie die Universität George Barițiu. Durch die Präsenz gut ausgebildeter Universitätsabsolventen werden auch ausländische Firmen angezogen. So hat z. B. Siemens einen Standort in Brașov, der stetig ausgebaut wird, ebenso wie die Miele & Cie. KG. Der Verlag Directmedia Publishing GmbH, der Textsammlungen elektronisch publiziert, hat 2009 seinen Sitz von Berlin nach Brașov verlegt.
Die Airbus-Tochtergesellschaft Premium Aerotec betreibt seit Ende 2010 ein Werk in Brașov.

## Fauna
Beinahe täglich werden in den Randbezirken der Stadt Bären gesichtet, welche die dortigen Mülleimer nach Essbarem durchsuchen und sich sogar von Menschen füttern lassen. In den Wäldern rund um Brașov leben noch Bären (Brauner Karpatenbär) in freier Natur. Damit ist es eine der wenigen Gegenden in Südosteuropa, wo das noch der Fall ist.
Zum Schutz von Wölfen und Bären wurde in Kooperation mit dem World Wide Fund for Nature (WWF) das Carpathian Large Carnivore Project (CLCP) ins Leben gerufen.

## Medien
- Buna Ziua Brasov (Tageszeitung)
- Transilvania expres (Tageszeitung)
- BizBrașov.ro – online portal
- Karpatenrundschau deutschsprachig (Wochenzeitung)
- Allgemeine Deutsche Zeitung, deutschsprachige Tageszeitung

## Verkehr
Die Stadt ist Eisenbahnknoten mit dem Rangierbahnhof Brașov Triaj und hat seit 1959 ein Oberleitungsbussystem. Daneben wird Brașov von zahlreichen Taxis und Linienbussen befahren. Ab 1892 bis 1927 und erneut von 1987 bis 2006 gab es auch eine Straßenbahnlinie. Ein internationaler Flughafen nahe Brașov in Ghimbav (Weidenbach) ist seit dem 15. Juni 2023 in Betrieb. Die Autobahn 3 von Bukarest nach Borș an der ungarischen Grenze wird durch Brașov führen.

## Sport
Der Fußballverein FC Brașov spielt in der zweiten rumänischen Liga. Der Eishockeyverein ASC Corona 2010 Brașov nimmt an der rumänischen Eishockeyliga und der MOL Liga teil.
Erfolgreich spielt die Handball-Damenmannschaft, Rulmentul Brașov, die 2006 rumänischer Meister und Pokalmeister war.

## Panoramabild
- Panoramaansicht 360°, auf www.360cities.net